# Bahnstrecke Kralupy nad Vltavou–Neratovice
| Kursbuchstrecke (SŽ): | 092                                    |                                          |                                          |
| Streckenlänge: | 17,864 km                              |                                          |                                          |
| Spurweite: | 1435 mm (Normalspur)                   |                                          |                                          |
| Streckenklasse: | D3                                     |                                          |                                          |
| Stromsystem: | Kralupy nad Vltavou–Chvatěruby: 3 kV = |                                          |                                          |
| Streckengeschwindigkeit: | 60 km/h                                |                                          |                                          |
| |                                        |                                          |                                          |
| \| \| \| von Kladno (vorm. BEB) \| \| \| \| \| von Děčín (vorm. StEG) \| \| \| \| 0,000 \| Kralupy nad Vltavou \| Kralupy nad Vltavou \| \| \| \| nach Praha Masarykovo nádr. (vorm. StEG) \| \| \| \| \| Moldau \| \| \| \| 2,435 \| Chvatěruby \| Chvatěruby \| \| \| \| vlečka Kaučuk Kralupy \| \| \| \| \| vlečka SKP, Aero Vodochody \| \| \| \| 7,289 \| Úžice \| Úžice \| \| \| \| vlečka cukrovar Odolena Voda \| \| \| \| 10,523 \| Netřeba \| Netřeba \| \| \| 13,172 \| Chlumín \| Chlumín \| \| \| \| vlečka Spolana \| \| \| \| \| von Praha hl.n. (vorm. BNB) \| \| \| \| 17,864 \| Neratovice \| Neratovice \| \| \| \| nach Turnov (vorm. BNB) \| \| \| \| \| \| \| \| Quellen: [1] \| \| \| \| |                                        |                                          |                                          |
| Strecke |                                        | von Kladno (vorm. BEB)                   | von Kladno (vorm. BEB)                   |
| Abzweig geradeaus und von links |                                        | von Děčín (vorm. StEG)                   | von Děčín (vorm. StEG)                   |
| Bahnhof | 0,000                                  | Kralupy nad Vltavou                      | Kralupy nad Vltavou                      |
| Abzweig geradeaus und nach rechts |                                        | nach Praha Masarykovo nádr. (vorm. StEG) | nach Praha Masarykovo nádr. (vorm. StEG) |
| Brücke über Wasserlauf |                                        | Moldau                                   | Moldau                                   |
| Bahnhof | 2,435                                  | Chvatěruby                               | Chvatěruby                               |
| Abzweig geradeaus und nach links |                                        | vlečka Kaučuk Kralupy                    | vlečka Kaučuk Kralupy                    |
| Abzweig geradeaus und von rechts |                                        | vlečka SKP, Aero Vodochody               | vlečka SKP, Aero Vodochody               |
| Bahnhof | 7,289                                  | Úžice                                    | Úžice                                    |
| Abzweig geradeaus und nach rechts |                                        | vlečka cukrovar Odolena Voda             | vlečka cukrovar Odolena Voda             |
| Haltepunkt / Haltestelle | 10,523                                 | Netřeba                                  | Netřeba                                  |
| Haltepunkt / Haltestelle | 13,172                                 | Chlumín                                  | Chlumín                                  |
| Abzweig geradeaus und nach links |                                        | vlečka Spolana                           | vlečka Spolana                           |
| Abzweig geradeaus und von rechts |                                        | von Praha hl.n. (vorm. BNB)              | von Praha hl.n. (vorm. BNB)              |
| Bahnhof | 17,864                                 | Neratovice                               | Neratovice                               |
| Strecke |                                        | nach Turnov (vorm. BNB)                  | nach Turnov (vorm. BNB)                  |
| |                                        |                                          |                                          |
| Quellen: |                                        |                                          |                                          |

Die Bahnstrecke Kralupy nad Vltavou–Neratovice ist eine Eisenbahnverbindung in Tschechien, die ursprünglich durch die k.k. privilegierte Turnau-Kralup-Prager Eisenbahn (TKPE) erbaut und betrieben wurde. Sie zweigt in Kralupy nad Vltavou von der Bahnstrecke Praha–Děčín ab und führt in Mittelböhmen im Tal der Iser nach Neratovice, wo sie in die Bahnstrecke Praha–Turnov einmündet.
Im Eisenbahnnetz der Tschechischen Republik ist die Strecke als gesamtstaatliche Bahn („celostátní dráha“) klassifiziert.

## Geschichte
Am 23. Oktober 1863 wurde den Herren Ernst Graf Waldstein, Hugo Fürst zu Thurn und Taxis, Friedrich Leitenberger, Adalbert Lanna, Franz Cerrini de Monte Marchi, Clemens Bachofen von Echt, Ludwig Weydelin, Friedrich Zdekauer Edler von Treukon, Alexander Schoeller, Johann Liebieg für J. Liebieg & Comp. und J.W. Beyer für Jg. F. Kolb „das Recht zum Baue und Betriebe einer Locomotiveisenbahn von Turnau in der Richtung über Jungbunzlau nach Kralup zur Verbindung der südnorddeutschen Verbindungsbahn mit der nördlichen Staatseisenbahn und der Buschtěhrader Bahn“ erteilt. Ferner wurde den Konzessionären das Vorrecht für eine Zweigbahn in Richtung Prag eingeräumt. Teil der Konzession war die Bedingung, den Bau spätestens nach einem Jahr ab Konzessionserteilung zu beginnen und die Strecke spätestens nach drei Jahren zu vollenden „und dem öffentlichen Verkehre zu übergeben“. Am 15. Oktober 1865 wurde die Strecke eröffnet. Den Betrieb führte die Turnau-Kralup-Prager Eisenbahngesellschaft selbst.

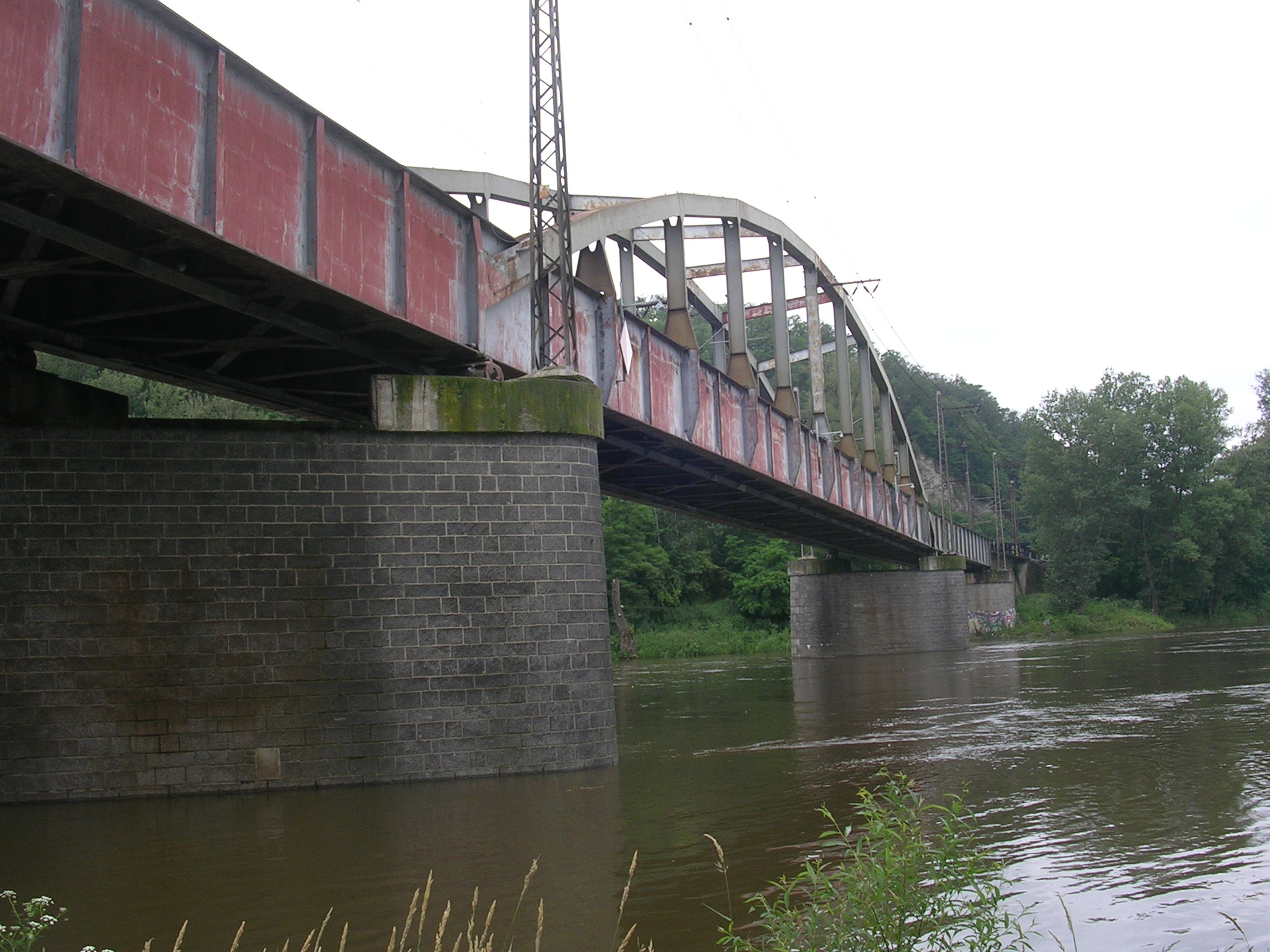
Die Moldaubrücke von 1963 in Chvatěruby (2009)

Am 28. Oktober 1871 eröffnete die Turnau-Kralup-Prager Eisenbahngesellschaft auch die Zweigbahn von Neratovice nach Prag. Damit verlagerte sich der bislang auf Kralupy ausgerichtete Verkehr zunehmend von und nach Prag. Die Strecke zwischen Kralupy und Neratovice diente nun vor allem dem Güterverkehr.
Am 1. Jänner 1883 ging die TKPE durch Kauf an die Böhmische Nordbahn-Gesellschaft (BNB) über. Diese betrieb die Strecke fortan mit ihren übrigen Linien als Einheit.
Nach der Verstaatlichung der Böhmischen Nordbahn-Gesellschaft ging die Strecke 1908 an die k.k. Staatsbahnen (kkStB) über. Nach dem Ersten Weltkrieg kam die Bahn 1918 zu den neu gegründeten Tschechoslowakischen Staatsbahnen (ČSD).
Anfang der 1960er Jahre wurde die Strecke zwischen Kralupy und dem Kilometer 3,5 bei Úžice neu trassiert, wobei auch eine neue Moldaubrücke errichtet wurde. Im Jahr 1985 wurde dieser Abschnitt elektrifiziert. Der elektrische Zugbetrieb zwischen Kralupy und dem Werkbahnhof von Kaučuk Kralupy wurde am 31. Mai 1985 aufgenommen.
Am 1. Januar 1993 ging die Strecke im Zuge der Dismembration der Tschechoslowakei an die neu gegründeten České dráhy (ČD) über.
Im Jahresfahrplan 2011 verkehren die Reisezüge in einem Zweistundentakt, der während des werktäglichen Berufsverkehrs morgens und am Nachmittag zu einem Stundentakt verdichtet wird. Zum Einsatz kommen ausschließlich die Triebwagen der ČD-Baureihe 810.